# أدولف ديفيدز
أدولف ديفيدز (بالألمانية: Adolf Davids)‏ هو مبارز بالسيف ألماني، ولد في 19 أكتوبر 1867 في هانوفر في ألمانيا، وتوفي بنفس المكان في 9 أغسطس 1963.

## وصلات خارجية
- أدولف ديفيدز على موقع أوليمبيديا (الإنجليزية)